# Liste der Wappen im Rhein-Pfalz-Kreis

## Landkreis Rhein-Pfalz-Kreis

Rhein-Pfalz-Kreis[1]
Lage in Rheinland-Pfalz
Lage in Deutschland

### Verbandsfreie Gemeinden/Städte

Bobenheim-Roxheim[2]
Böhl-Iggelheim[3]
Limburgerhof[4]
Mutterstadt[5]
Schifferstadt[6]

### Verbandsgemeinde Dannstadt-Schauernheim

Verbandsgemeinde Dannstadt-Schauernheim[7]
Dannstadt-Schauernheim[8]
Hochdorf-Assenheim[9]
Rödersheim-Gronau[10]

### Verbandsgemeinde Lambsheim-Heßheim

Verbandsgemeinde Lambsheim-Heßheim[11]
Beindersheim[12]
Großniedesheim[13]
Heßheim[14]
Heuchelheim bei Frankenthal[15]
Kleinniedesheim[16]
Lambsheim[17]

### Verbandsgemeinde Maxdorf

Verbandsgemeinde Maxdorf[18]
Birkenheide[19]
Fußgönheim[20]
Maxdorf[21]

### Verbandsgemeinde Rheinauen

Verbandsgemeinde Rheinauen
Altrip[22]
Neuhofen[23]
Otterstadt[24]
Waldsee[25]

### Verbandsgemeinde Römerberg-Dudenhofen

Verbandsgemeinde Römerberg-Dudenhofen[26]
Dudenhofen[27]
Hanhofen[28]
Harthausen[29]
Römerberg[30]

### Ehemalige Wappen

Landkreis Frankenthal (Pfalz)[31]
Landkreis Ludwigshafen 1971–77[32]
Landkreis Ludwigshafen 1960–71[33]
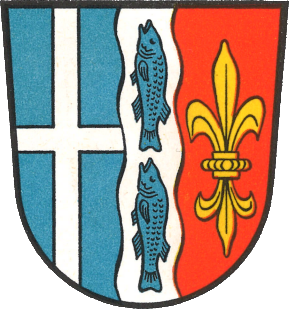
Landkreis Speyer
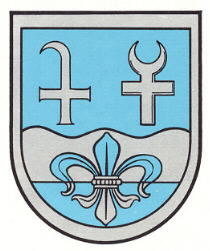
Verbandsgemeinde Dudenhofen
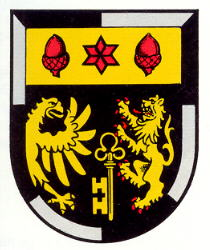
Verbandsgemeinde Heßheim
Verbandsgemeinde Waldsee[37]
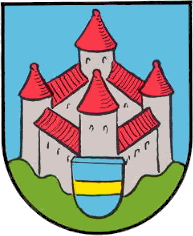
Alsheim-Gronau
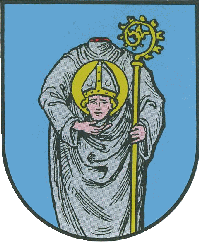
Assenheim bis 1952
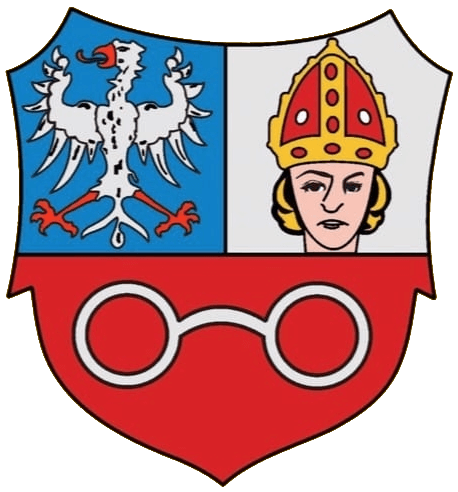
Assenheim 1952–69
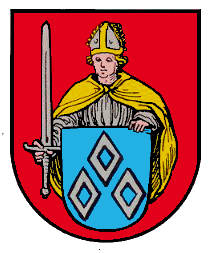
Beindersheim
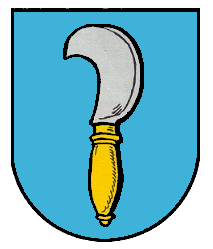
Berghausen
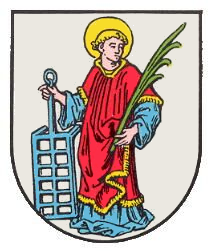
Bobenheim am Rhein
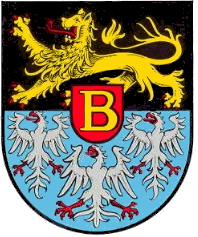
Böhl
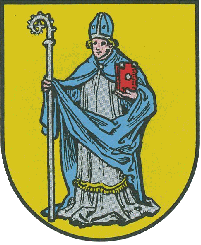
Dannstadt bis 1949
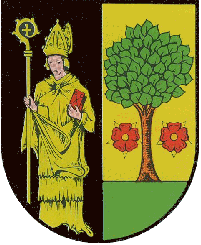
Dannstadt 1949–1969
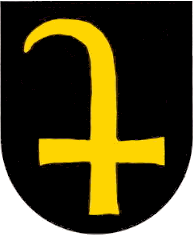
Dudenhofen 1845–1962
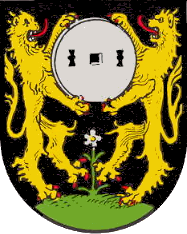
Harthausen 1845–1951
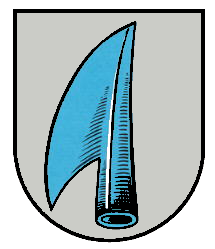
Heiligenstein
Heuchelheim bei Frankenthal[50]
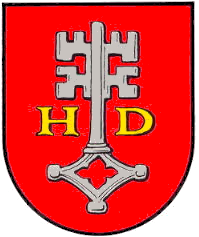
Hochdorf
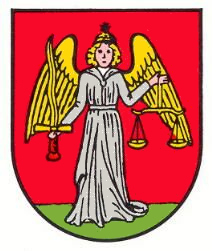
Iggelheim
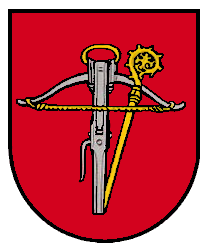
Mechtersheim
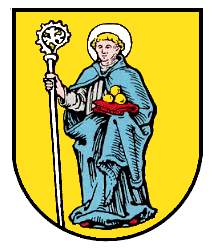
Neuhofen
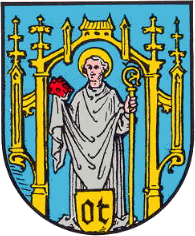
Otterstadt
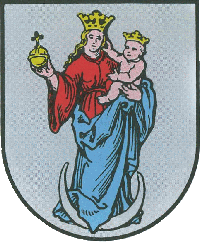
Rödersheim bis 1926
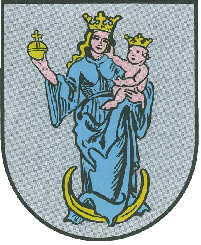
Rödersheim 1926–69
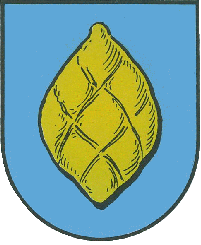
Schauernheim
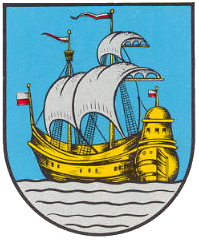
Schifferstadt

## Blasonierungen
1. ↑  Rhein-Pfalz-Kreis: Durch einen silbernen Schräglinksbalken, belegt mit einem roten Herzschild, darin zwei goldene Seerosenblätter an zweimal sich kreuzenden Stengeln, von Schwarz und Blau geteilt, oben ein linksgewendeter rotbewehrter und -bezungter goldener Löwe, unten ein schwebendes gleichschenkliges Kreuz.
2. ↑  Bobenheim-Roxheim: Von Schwarz und Silber geteilt, oben ein mit abwärtsgekehrtem Bart schräggelegter silberner Schlüssel, beidseits von vier goldenen Kreuzchen begleitet, unten ein linksgewendeter schwimmender blauer Hecht.
3. ↑  Böhl-Iggelheim: Von Blau und Gold geteilt, oben ein rotbewehrter silberner Adler, unten eine rote Waage.
4. ↑  Limburgerhof: Von Silber und Blau geteilt, oben ein durchgehendes schwarzes Kreuz, unten ein silberner Mühlrad.
5. ↑  Mutterstadt: In Blau ein schrägliegender, mit dem abwärtsgewendeten Bart nach oben gekehrter silberner Schlüssel.
6. ↑  Schifferstadt: In Blau ein stilisiertes goldenes Schiff mit vorne angelehntem, aufrechtem goldenem Ruder, daraus wachsend ein silbernes Kreuz.
7. ↑  Verbandsgemeinde Dannstadt-Schauernheim: In vierfach von Rot und Silber geteiltem Schildbord über erhöhtem goldenem Schildfuß, darin eine fünfblättrige rote Rosenblüte mit goldenen Butzen, in Blau rechts ein schwebendes silbernes Kreuz, links ein rotbewehrter silberner Adler.
8. ↑  Dannstadt-Schauernheim: Über goldenem Schildfuß, darin eine fünfblättrige rote Rosenblüte, in Blau rechts eine rotverzierte goldene Mitra, links ein goldenes Schretzel.
9. ↑  Hochdorf-Assenheim: In von Silber und Blau geteiltem Schild oben ein blauer Doppelschlüssel, unten ein brillenförmiges silbernes Gemarkungszeichen.
10. ↑  Rödersheim-Gronau: Von Silber und Blau gespalten, rechts die goldbekrönte Muttergottes in blauem Gewand, auf einer goldenen Mondsichel stehend, das goldbekrönte Kind auf dem linken Arm, in der Rechten einen blauen Reichsapfel mit goldenen Bändern und Kreuz haltend, links eine viertürmige goldene (Wasser-)Burg.
11. ↑  Verbandsgemeinde Lambsheim-Heßheim: In sechzehnfach von Schwarz und Gold (Gelb) geteiltem Schildbord, in Gold (Gelb) durch eine aufsteigende eingebogene schwarze Spitze gespalten; darin unter drei sechszackigen 1:2 gestellten goldenen (gelben) Sternen ein rotbewehrter und -bezungter goldener (gelber) Löwe, sich auf einen von Silber (Weiß) und Rot gevierten Schild stützend; vorn oben ein aufrechtes grünes Eichenblatt mit zwei roten Früchten, hinten, unter gekreuztem roten Schwert und roten Schlüssel eine grüne Getreidegarbe.
12. ↑  Beindersheim: In Schwarz ein goldenes Gemarkungszeichen in Form eines Ringes, der durch ein goldenes Kreuz ausgefüllt ist, dessen waagrechte Arme über den Ring hinausragen, pfahlweise begleitet rechts von einem silbernen Schwert mit goldenem Knauf und links von einem silbernen Schlüssel mit linkshin gewendetem silbernem Bart und goldenem Griff.
13. ↑  Großniedesheim: In Silber ein grüner Eichenzweig mit zwei grünen Blättern und zwei goldenen Eicheln.
14. ↑  Heßheim: In Blau auf goldenem Dreiberg stehend ein barhäuptiger Bauer, bekleidet mit silbernem Rock, roter Weste, schwarzen Kniehosen und silbernen Strümpfen, in der erhobenen Rechten einen goldenen Großbuchstaben H haltend und begleitet von drei sechsstrahligen goldenen Sternen, von denen einer rechts, die beiden anderen, übereinander, links stehen.
15. ↑  Heuchelheim: Von Gold und Blau gespalten, rechts ein rotbewehrter und -bezungter, goldbekrönter halber schwarzer Adler am Spalt, links eine mit rotem Band gebundene goldene Ährengarbe.
16. ↑  Kleinniedesheim: In Gold ein grüner Eichenzweig mit zwei grünen Eicheln und einem grünen Eichenblatt.
17. ↑  Lambsheim: In Schwarz ein rotbewehrter und -bezungter goldener Löwe, sich auf einen von Silber und Rot gevierten Schild stützend.
18. ↑  Verbandsgemeinde Maxdorf: In vierzehnfach von Blau und Silber geständertem Schildbord durch silbernen Göpel geteilt, oben rechts in Rot eine goldene Krone, oben links in Rot ein goldenes Mühlrad und unten in Blau ein rotbewehrter und -bezungter silberner Adler.
19. ↑  Birkenheide: Von Schwarz und Gold geteilt, oben drei silberne Birkenbäume, unten ein rotes Mühlrad.
20. ↑  Fußgönheim: Geteilt und oben gespalten, oben rechts in Gold ein sechsspeichiges rotes Rad, oben links in Blau ein rotbewehrter silberner Adler, unten in Silber ein springender roter Fuchs.
21. ↑  Maxdorf: Unter von Silber und Blau gerautetem, gesenktem Schildhaupt, belegt mit einer goldenen Königskrone, von Silber und Rot geviert, belegt mit einem blauen Wellenbalken, darin ein goldener Baumstamm.
22. ↑  Altrip: In Schwarz auf grünem Grund ein rotbezungter und -bewehrter goldener Löwe, einen schräglinksgeteilten Wappenschild haltend, der oben von Silber und Blau gerautet ist und unten in Rot einen goldenen Anker zeigt.
23. ↑  Neuhofen: Von Gold und Blau schrägrechts geteilt, in der Mitte überlegt von einem Gemarkungszeichen in Form eines auf der Spitze stehenden in einer Raute endenden Krummstabes in verwechselten Farben, oben links beseitet von einem blauen Buch, unten rechts von drei goldenen Kugeln.
24. ↑  Otterstadt: In Silber ein blaues Gemarkungszeichen in Form eines Ringes, an den drei V-artige Winkel in gleichen Abständen so angesetzt sind, dass deren Innenspitzen an den Außenrand des Ringes decken.
25. ↑  Waldsee: In Grün zwei gekreuzte goldene Ackerreuten mit silbernen Eisen, oben bewinkelt von einem schwebenden silbernen griechischen Kreuz.
26. ↑  Verbandsgemeinde Römerberg-Dudenhofen: In von Silber und Blau geteiltem Schildbord in Blau und Silber geteilt, oben 2:1 vorne ein silbernes Kreuz dessen oberer Arm verlängert und zu einer stilisierten Krümme rechtshin ausgezogen ist, hinten ein silbernes Kreuz, dessen oberer Arm in einer liegenden Mondsichel endet, darunter eine silberne Lilie, unten eine blaue Armbrust, rechts beseitet von einer schräggestellten blauen Pflugschar, links von einem schräggestellten blauen Rebmesser.
27. ↑  Dudenhofen: In Blau ein silbernes Kreuz, dessen oberer Arm verlängert und zu einer stilisierten Krümme rechtshin ausgezogen ist.
28. ↑  Hanhofen: In Blau ein silbernes Gemarkungszeichen, in Form eines Kreuzes, dessen Arm in einer liegenden Mondsichel endet.
29. ↑  Harthausen: In geteiltem Schild oben in Schwarz zwei wachsende, einander zugekehrte rotbewehrte und -bezungte goldene Löwen, einen mit schwarzen Eisen belegten Mühlstein in den Vorderpranken haltend, unten von Silber und Blau geteilt, darin eine Lilie in verwechselten Farben.
30. ↑  Römerberg: Von Gold und Blau geteilt, oben wachsend eine schaftlose rote Armbrust, unten eine bestielte goldene Weintraube mit zwei goldenen Blättern, beseitet rechts von einem schräggestellten, nach innen gekehrten goldenem Rebmesser, links von einer nach außen gestürzten schräggestellten goldenen Pflugschar.
31. ↑  Landkreis Frankenthal (Pfalz): Von Schwarz und Blau durch eine eingeschweifte goldene Spitze, darin ein mit einer grünbestielten und -beblätterten blauen Traube verschlungenes schwarzes Maschinenrad, gespalten, rechts ein linksgewendeter rotbewehrter, -bezungter und -bekrönter goldener Löwe, links ein rotbewehrter silberner Adler.
32. ↑  Landkreis Ludwigshafen: Durch einen silbernen Schräglinksbalken, belegt mit einem roten Herzschild, darin zwei grüne Seerosenblätter an zweimal sich kreuzenden Stengeln, von Schwarz und Blau geteilt, oben ein linksgewendeter rotbewehrter und -bezungter goldener Löwe, unten ein schwebendes gleichschenkliges Kreuz.
33. ↑  Landkreis Ludwigshafen: Unter einer gestürzten, gesenkten und gekürzten eingeschweiften schwarzen Spitze, darin ein wachsender rotbewehrter und -bezungter goldener Löwe, einen aufrecht gestellten goldenen Schlüssel in den Pranken haltend, in Rot über gesenktem silbernem Wellenbalken zwei grüne Seerosenblätter an zweimal sich kreuzenden Stengeln.
34. ↑  Landkreis Speyer: Durch einen mit zwei übereinandergestellten senkrechten blauen Fischen belegten silbernen Wellenpfahl von Blau und Rot gespalten, rechts ein durchgehendes silbernes Kreuz, links eine goldene Lilie.
35. ↑  Verbandsgemeinde Dudenhofen: Im silbernen Schildbord durch Wellenlinien geteilt, oben in Blau, rechts ein silbernes Kreuz, dessen Arm verlängert und zu stilisierten Krümme rechtshin ausgezogen ist, links ein ebenfalls silbernes Kreuz, dessen Arm in einer liegenden Mondsichel endet, unten von Silber und Blau geteilt, darin eine Lilie in wechselnder Tinktur.
36. ↑  Verbandsgemeinde Heßheim: Innerhalb eines mit achtfach von Silber und Schwarz geständertem Schildbord, in Schwarz ein goldenes Schildhaupt, darin ein roter sechszackiger Stern, beseitet von je einer roten Eichel; unten ein aus dem rechten Schildrand hervorbrechender halber goldener Adler, links ein nach rechts gewendeter, rotbewehrter Löwe, dazwischen ein mit dem Barte nach unten gesenkter goldener Schlüssel.
37. ↑  Verbandsgemeinde Waldsee: In einem von Silber und Blau schräggeteilten Schildbord, von Grün und Silber durch Wellenlinie schräglinks geteilt, oben zwei gekreuzte goldene Ackerreuten mit silbernen Eisen, oben bewinkelt von einem schwebenden silbernen griechischen Kreuz, unten ein blaues Gemarkungszeichen in Form eines Ringes, an den drei V-artige Winkel in gleichen Abständen so angesetzt sind, dass deren Innenspitzen den Außenrand des Ringes decken.
38. ↑  Alsheim-Gronau: In Blau über grünem Wellenschildfuß eine viertürmige rotgedeckte silberne Wasserburg, unten belegt mit einem blauen Schild, darin ein goldener Balken.
39. ↑  Assenheim: In Blau der heilige Alban wachsend in silbernem Messgewand, in der Rechten sein abgeschlagenes Haupt mit goldbesäumter silberner Mitra und goldenem Nimbus haltend, in der Linken einen goldenen Krummstab.
40. ↑  Assenheim: In geteiltem und oben gespaltenem Schild oben rechts in Blau ein rotbewehrter silberner Adler, oben links in Silber ein natürlicher Bischofskopf mit goldbordierter roter Mitra, unten in Rot ein brillenförmiges silbernes Gemarkungszeichen.
41. ↑  Beindersheim: In Rot aus einem blauen Schild wachsend, darin drei durchbrochenen silberne Rauten 1:2, ein Bischof – wohl der heilige Petrus – in silberner Albe und goldenem Chormantel und mit silberner goldbesetzter Mitra, in der rechten ein erhobenes silbernes Schwert.
42. ↑  Berghausen: In Blau ein silbernes Rebmesser (Sesel) mit goldenem Griff.
43. ↑  Bobenheim am Rhein: In Silber der heilige Laurentius in blauer Albe und goldbordierter roter Dalmatika, mit goldenen Nimbus, in der Rechten einen blauen Rost, in der Linken einen grünen Palmzweig haltend.
44. ↑  Böhl: Von Schwarz und Blau geteilt, belegt mit einem roten Herzschild, darin ein goldener Großbuchstabe B, oben ein rotbewehrter und -bezungter goldener Löwe, unten drei rotbewehrte silberne Adler.
45. ↑  Dannstadt: In Gold der heilige Martin mit silberner Albe, goldbesetzter silberner Dalmatika und blauem Chormantel, mit silberbesetzter blauer Mitra, in der Rechten ein silberner Krummstab, in der Linken ein rotes Buch mit silbernen Beschlägen.
46. ↑  Dannstadt: Von Schwarz und Gold gespalten, rechts der heilige Martin in goldener Albe und goldenem Messgewand, mit goldener Mitra, in der Rechten einen goldenen Krummstab, in der Linken ein rotes Buch, links auf grünem Grund eine grüne Linde, beseitet von zwei roten Rosenblüten mit goldenem Butzen.
47. ↑  Dudenhofen: In Schwarz ein goldenes Gemarkungszeichen in Form Kreuzes, dessen oberer Arm verlängert und zu einer stilisierten Krümme rechtshin ausgezogen ist
48. ↑  Harthausen: In Schwarz auf grünem Boden, aus dem eine grüne Blume mit silbernen Blättern wächst, zwei einander zugekehrte rotbewehrte und -bezungte goldene Löwen, in den Vorderpranken einen mit schwarzen Eisen belegten silbernen Mühlstein haltend.
49. ↑  Heiligenstein: In Silber eine aufgerichtete seitlich gesehene Pflugschar.
50. ↑  Heuchelheim: In Blau der heilige Alban in silberner Albe und silbernem Messgewand mit goldenem Kreuz und mit roten Schuhen, in der Rechten einen goldenen Krummstab, in der Linken auf einem roten Buch sein abgeschlagenes Haupt mit goldbordierter silberner Mitra haltend.
51. ↑  Hochdorf: In Rot ein aufgerichteter silberner Doppelschlüssel, beseitet von den goldenen Großbuchstaben H und D.
52. ↑  Iggelheim: In Rot auf grünem Grund der Erzengel Michael in silbernem Gewand, mit goldenen Flügeln, in der Rechten ein goldenes Flammenschwert, in der Linken eine goldene Waage haltend.
53. ↑  Mechtersheim: In Rot eine silberne Armbrust mit goldener Sehne und goldenem Griff, durch die links ein schräglinks gestellter goldener Krummstab gesteckt ist.
54. ↑  Neuhofen, altes Wappen: In Gold der heilige Nikolaus, barhäuptig, mit silbernem Nimbus, in blauem Gewand, in der Rechten einen silbernen Krummstab, in der Linken auf einem roten Buch drei goldene Kugeln 1:2 haltend.
55. ↑  Otterstadt: In Blau unter goldenem Baldachin der heilige Remigius, barhäuptig, mit goldenem Nimbus, in silbernem Gewand, in der Rechten ein rotes Buch, in der Linken einen goldenen Krummstab, zu Füßen ein goldener Schild, darin die schwarzen Minuskelbuchstaben ot in gotischer Fraktur.
56. ↑  Rödersheim: In Silber eine goldbekrönte Muttergottes in rotem Gewand und blauem Mantel, auf einer silbernen Mondsichel, auf dem linken Arm das goldbekrönte Kind, in der Rechten einen goldenen Reichsapfel haltend.
57. ↑  Rödersheim: In Silber die goldbekrönte Muttergottes in blauem Gewand und blauem Mantel, auf einer goldenen Mondsichel, auf dem linken Arm das goldbekrönte Kind, in der Rechten einen goldenen Reichsapfel haltend.
58. ↑  Schauernheim: In Blau ein goldenes Schretzel (Brot).
59. ↑  Schifferstadt: In Blau auf silbernen Wellen ein goldenes Schiff mit silbernen Segeln.